# Sageretia
Sageretia ist eine Gattung aus der Familie der Kreuzdorngewächse (Rhamnaceae). Sie umfasst rund 35 meist in Asien beheimatete Arten. Sageretia theezans ist eine beliebte Art unter Bonsai-Gärtnern. Der Gattungsname ehrt Augustin Sageret (1763–1851), einen französischen Botaniker.

## Beschreibung

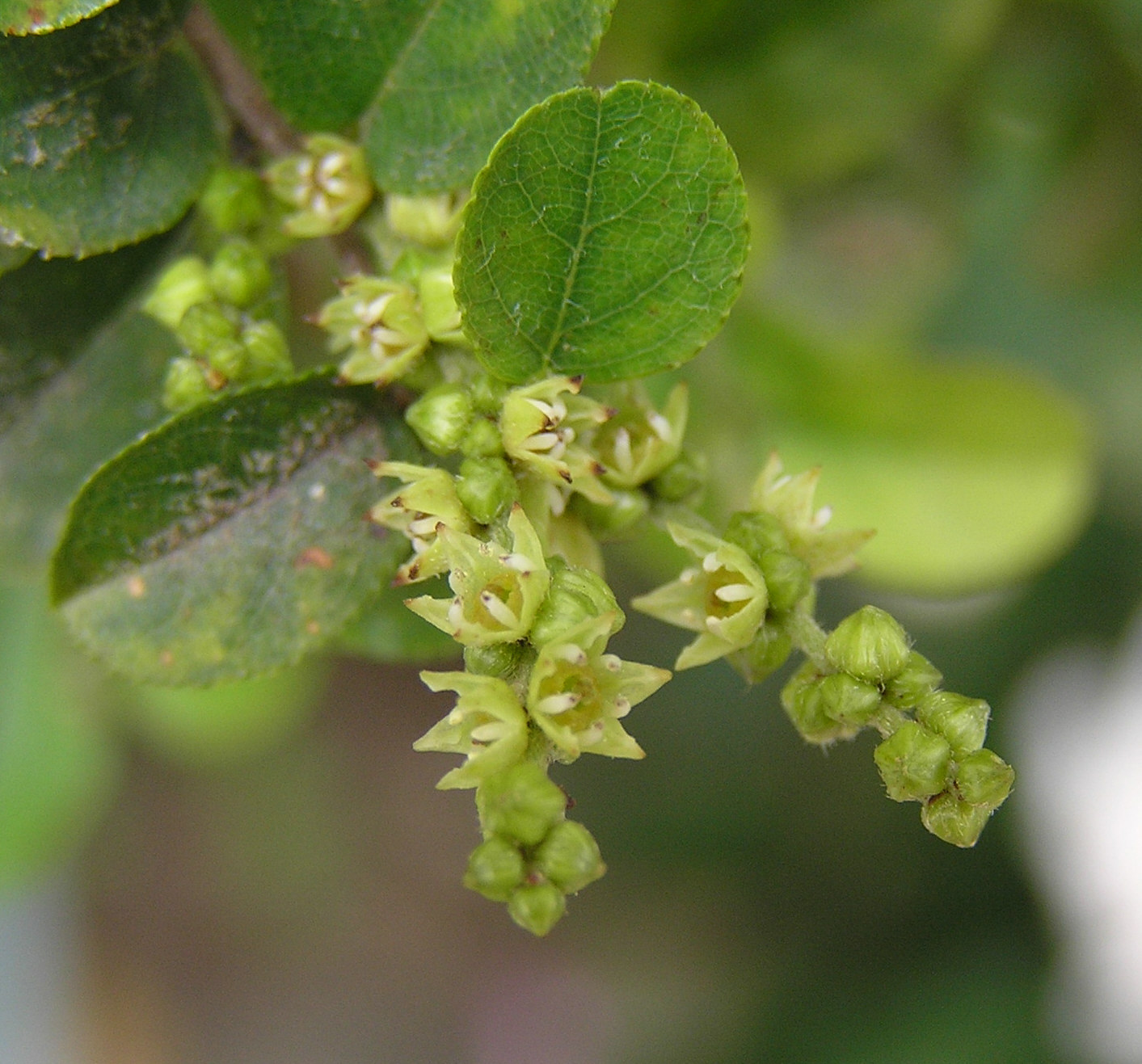
Sageretia thea

Sageretia sind immergrüne oder sommergrüne, bewehrte oder unbewehrte Sträucher oder kleine Bäume. Selten sind sie Kletterpflanzen, zum Klettern dienen Dornen, die eigentlich modifizierte Blütenstandsachsen darstellen. Die Blätter stehen wechselständig oder annähernd gegenständig.
Die winzigen, ungestielten Blüten stehen als Glomeruli in endständigen oder achselbürtigen, ährenförmigen Thyrsen. Der Blütenbecher kann fehlen oder ist kurz und glocken- bis schüsselförmig. Der dünne bis fleischige und gelegentlich mit dem Blütenbecher verwachsene Diskus ist ring- bis becherförmig. Der Fruchtknoten ist oberständig. Die Früchte sind mehr oder weniger fleischige Steinfrüchte mit zwei bis drei Steinkernen. Das Endokarp ist äußerst hart und unvollständig ein- oder zweifächrig.

## Verbreitung und Systematik
Die Sageretia umfassen rund 35 Arten. Verbreitungsschwerpunkt ist Asien, einige Arten finden sich aber auch in Afrika und Amerika. Die Gattung wurde 1827 von Adolphe Théodore Brongniart erstbeschrieben. Innerhalb der Kreuzdorngewächse wird sie in die Tribus Rhamneae eingeordnet. Zu den Arten zählen:
- Sageretia brandrethiana Aitch.: Sie kommt in Afghanistan, Pakistan und in Indien vor. Sie wird von manchen Autoren auch als Varietät  Sageretia thea (Osbeck) M.C. Johnst. var. brandrethiana (Aitch.) Qaiser & Nazim. zu Sageretia thea gestellt.[3]
- Sageretia camelliifolia Y.L. Chen & P.K. Chou: Sie kommt im westlichen Guangxi vor.[4]
- Sageretia filiformis G. Don: Sie kommt vom nordwestlichen Indien bis Myanmar vor.[4]
- Sageretia gracilis J.R. Drumm. & Sprague: Sie kommt in Tibet, in Yunnan und im westlichen Guangxi vor.[4]
- Sageretia hamosa (Wall. ex Roxb.) Brongn.: Sie kommt im tropischen und im gemäßigten Asien vor.[4]
- Sageretia henryi J.R. Drumm. & Sprague: Sie kommt im zentralen und im südlichen China vor.[4]
- Sageretia horrida Pax & K. Hoffm.: Sie kommt vom östlichen Tibet bis ins westliche Sichuan und in nordwestliche Yunnan vor.[4]
- Sageretia laxiflora Hand.-Mazz.: Sie kommt im südlichen Guizhou und im westlichen Guangxi vor.[4]
- Sageretia lucida Merr.: Sie kommt in Sri Lanka, in Nepal, in China und in Vietnam vor.[4]
- Sageretia melliana Hand.-Mazz.: Sie kommt im südöstlichen China vor.[4]
- Sageretia omeiensis C.K. Schneid.: Sie kommt in Chongqing und in Sichuan vor.[4]
- Sageretia paucicostata Maxim.: Sie kommt in China vor.[4]
- Sageretia pycnophylla C.K. Schneid.: Sie kommt in den chinesischen Provinzen Gansu, Shaanxi und Sichuan vor.[3]
- Sageretia randaiensis Hayata: Sie kommt in Taiwan vor.[3]
- Sageretia rugosa Hance: Sie kommt im südlichen China vor.[4]
- Sageretia subcaudata C.K. Schneid.: Sie kommt vom Tibet bis ins zentrale und südliche China vor.[4]
- Sageretia thea (Osbeck) M. C. Johnst. (Syn.: Sageretia theezans (L.) Brongn.): Sie kommt in Äthiopien, auf der Arabischen Halbinsel, auf der Sinai-Halbinsel, in der Türkei, im Iran, in Tadschikistan, in Pakistan, Nepal, Indien, auf den Philippinen, in Japan, Taiwan und in China vor.[3]

## Nachweise
1. ↑   Lotte Burkhardt: Verzeichnis eponymischer Pflanzennamen.  Botanic Garden and Botanical Museum Berlin, Freie Universität Berlin, Berlin 2016. ISBN 978-3-946292-10-4, doi:10.3372/epolist2016
2. 1 2 3  D. Medan, C. Schirarend: Rhamnaceae In: Klaus Kubitzki (Hrsg.): The Families and Genera of Vascular Plants - Volume VI - Flowering Plants - Dicotyledons - Celastrales, Oxalidales, Rosales, Cornales, Ericales, 2004, S. 332, ISBN 978-3-540-06512-8
3. 1 2 3 4   Sageretia im Germplasm Resources Information Network (GRIN), USDA, ARS, National Genetic Resources Program. National Germplasm Resources Laboratory, Beltsville, Maryland. Abgerufen am 29. April 2017.
4. 1 2 3 4 5 6 7 8 9 10 11 12 13  Datenblatt Sageretia bei POWO = Plants of the World Online von Board of Trustees of the Royal Botanic Gardens, Kew: Kew Science.